# (2497) Kulikovskij
(2497) Kulikovskij est un astéroïde de la ceinture principale.

## Description
(2497) Kulikovskij est un astéroïde de la ceinture principale. Il fut découvert le 14 août 1977 à Naoutchnyï par Nikolaï Tchernykh. Il présente une orbite caractérisée par un demi-grand axe de 2,54 UA, une excentricité de 0,23 et une inclinaison de 5,8° par rapport à l'écliptique.

## Compléments